# Vesneane, Iakîmivka
Vesneane (în ucraineană Весняне) este localitatea de reședință a comunei Vesneane din raionul Iakîmivka, regiunea Zaporijjea, Ucraina.

## Demografie
Componența lingvistică a localității Vesneane
     Ucraineană (81,7%)
     Rusă (17,45%)
     Alte limbi (0,43%)
Conform recensământului din 2001, majoritatea populației localității Vesneane era vorbitoare de ucraineană (81,7%), existând în minoritate și vorbitori de rusă (17,45%).